# ScreenX

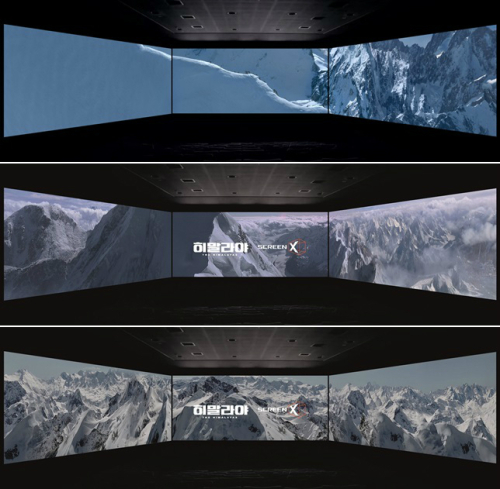
ScreenXで上映された映画『ヒマラヤ』

ScreenX（スクリーンエックス）は、韓国のCJ CGVとKAISTが共同開発した3面マルチプロジェクション・映画上映システム。

## 概要
ScreenXは2013年の釜山国際映画祭で初めて披露され、2015年にCGVに導入されて以来、韓国国内のみならず全世界で200館以上で導入されている。正面のスクリーンに加えて左右の壁にも映像が投影され、観客の視界のすべて270度を埋め尽くすことにより、映画の臨場感や没入感を高める。左右の映像はそれぞれ逆側の壁面に設置したプロジェクターから投影を行う。ただし、作品全編ではなく、通常の正面のみ投影からアクションシーンなどの見せ場で3面投影へ切り替わる方式となっている。
また、同じCJグループが開発した4D上映システム「4DX」と組み合わせて導入している劇場も一部にある。このシステムは4DX with ScreenX（フォーディーエックス ウィズ スクリーンエックス）→4DXScreen（フォーディーエックス スクリーン）→ULTRA 4DX（ウルトラ フォーディーエックス）と名称が変えられている。
なお本場の韓国には天井にも投影するFour-sided ScreenX（フォーサイド スクリーンエックス）が存在する。

## 日本国内のScreenX導入シアター
2017年7月に国内初となるScreenXがユナイテッド･シネマ アクアシティお台場に導入されて以降、2025年3月現在までに日本国内には24箇所にScreenX導入シアターがあり、そのうち4箇所は4DXと組み合わせた「ULTRA 4DX」（旧・4DXScreen）、うち3箇所がDolby Atmosと組み合わせた「ScreenX with Dolby Atmos」である。
最新スペック版は、左右に正面と同じスクリーン素材を施工し、加えてプロジェクターもスペックアップすることで明るさが増した仕様となる。
| No. | 映画館名                         | 所在地       | 導入日         | Size(m) | Size(m) | 備考       |
| No. | 映画館名                         | 所在地       | 導入日         | 縦      | 横      | 備考       |
| --- | -------------------------------- | ------------ | -------------- | ------- | ------- | ---------- |
| 1   | グランドシネマサンシャイン池袋   | 東京都豊島区 | 2019年7月19日  | 5.8     | 13.6    | 国内初導入 |
| 2   | シネマサンシャインららぽーと沼津 | 静岡県沼津市 | 2019年10月4日  | 6.7     | 12.4    |            |
| 3   | 109シネマズグランベリーパーク    | 東京都町田市 | 2019年11月13日 |         |         |            |
| 4   | アースシネマズ姫路               | 兵庫県姫路市 | 2020年3月20日  |         |         |            |

| No. | 映画館名         | 所在地             | 導入日         | Size(m) | Size(m) | 備考               |
| No. | 映画館名         | 所在地             | 導入日         | 縦      | 横      | 備考               |
| --- | ---------------- | ------------------ | -------------- | ------- | ------- | ------------------ |
| 1   | T・ジョイ京都    | 京都府京都市南区   | 2024年6月21日  |         |         | 世界初導入         |
| 2   | TOHOシネマズ池袋 | 東京都豊島区       | 2024年7月12日  | 6.0     | 14.4    | プレミアムシアター |
| 3   | 横浜ブルク13     | 神奈川県横浜市中区 | 2024年12月11日 |         |         | [ 10 ]             |

| No. | 映画館名                                    | 所在地               | 導入日         | Size(m) | Size(m) | 備考                         |
| No. | 映画館名                                    | 所在地               | 導入日         | 縦      | 横      | 備考                         |
| --- | ------------------------------------------- | -------------------- | -------------- | ------- | ------- | ---------------------------- |
| 1   | ユナイテッド・シネマ アクアシティお台場     | 東京都港区           | 2017年7月1日   |         |         | 国内初導入                   |
| 2   | シネマサンシャインかほく                    | 石川県かほく市       | 2018年11月9日  | 5.68    | 12.70   |                              |
| 3   | シネマサンシャイン下関                      | 山口県下関市         | 2018年11月9日  | 4.90    | 8.70    |                              |
| 4   | ユナイテッド・シネマ福岡ももち              | 福岡県福岡市中央区   | 2018年11月21日 |         |         |                              |
| 5   | ローソン・ユナイテッドシネマPARCO CITY 浦添 | 沖縄県浦添市         | 2019年6月27日  |         |         |                              |
| 6   | TOHOシネマズ熊本サクラマチ                  | 熊本県熊本市中央区   | 2019年9月14日  | 6.2     | 14.8    |                              |
| 7   | ユナイテッド・シネマテラスモール松戸        | 千葉県松戸市         | 2019年10月25日 |         |         |                              |
| 8   | 109シネマズ明和                             | 三重県多気郡明和町   | 2020年3月20日  |         |         |                              |
| 9   | 109シネマズプレミアム新宿                   | 東京都新宿区         | 2023年4月14日  |         |         | SAION -SR EDITION-           |
| 10  | 109シネマズ箕面                             | 大阪府箕面市         | 2023年7月21日  |         |         | 最新スペック版（日本初）     |
| 11  | ローソン・ユナイテッドシネマ札幌            | 北海道札幌市中央区   | 2023年12月15日 |         |         |                              |
| 12  | 109シネマズ富谷                             | 宮城県富谷市         | 2023年12月15日 |         |         | 最新スペック版 （国内2番目） |
| 13  | 109シネマズ広島                             | 広島県広島市西区     | 2024年7月12日  |         |         | 最新スペック版               |
| 14  | シネマサンシャインエミフルMASAKI            | 愛媛県伊予郡松前町   | 2024年7月12日  | 5.4     | 13.0    | 最新スペック版               |
| 15  | 109シネマズゆめが丘                         | 神奈川県横浜市泉区   | 2024年7月25日  |         |         | 最新スペック版（関東初）     |
| 16  | T・ジョイエミテラス所沢                     | 埼玉県所沢市         | 2024年9月24日  |         |         |                              |
| 17  | 109シネマズ名古屋                           | 愛知県名古屋市中村区 | 2025年3月7日   |         |         | 最新スペック版               |

109シネマズグランベリーパークのULTRA 4DX
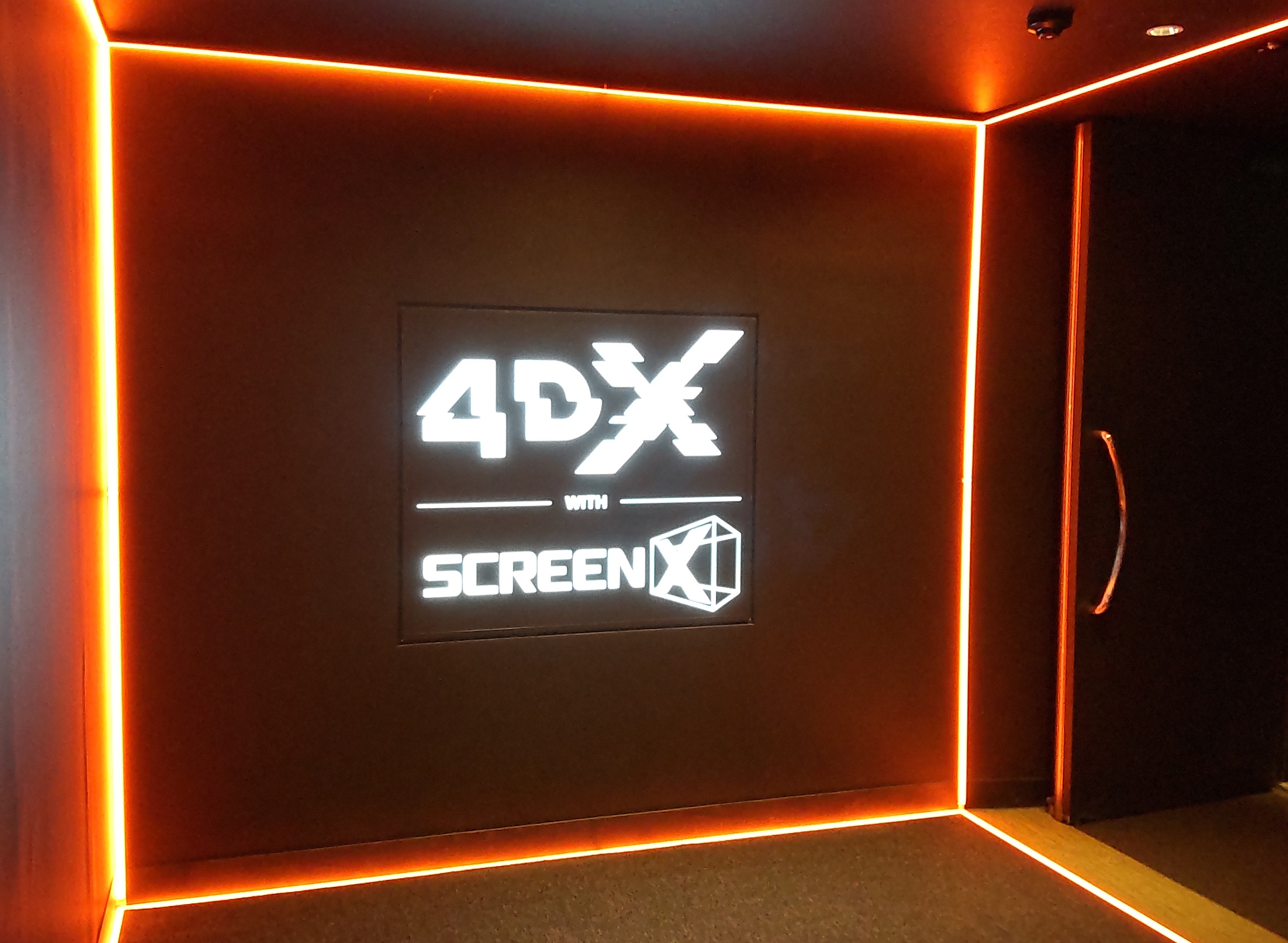
入口のロゴ
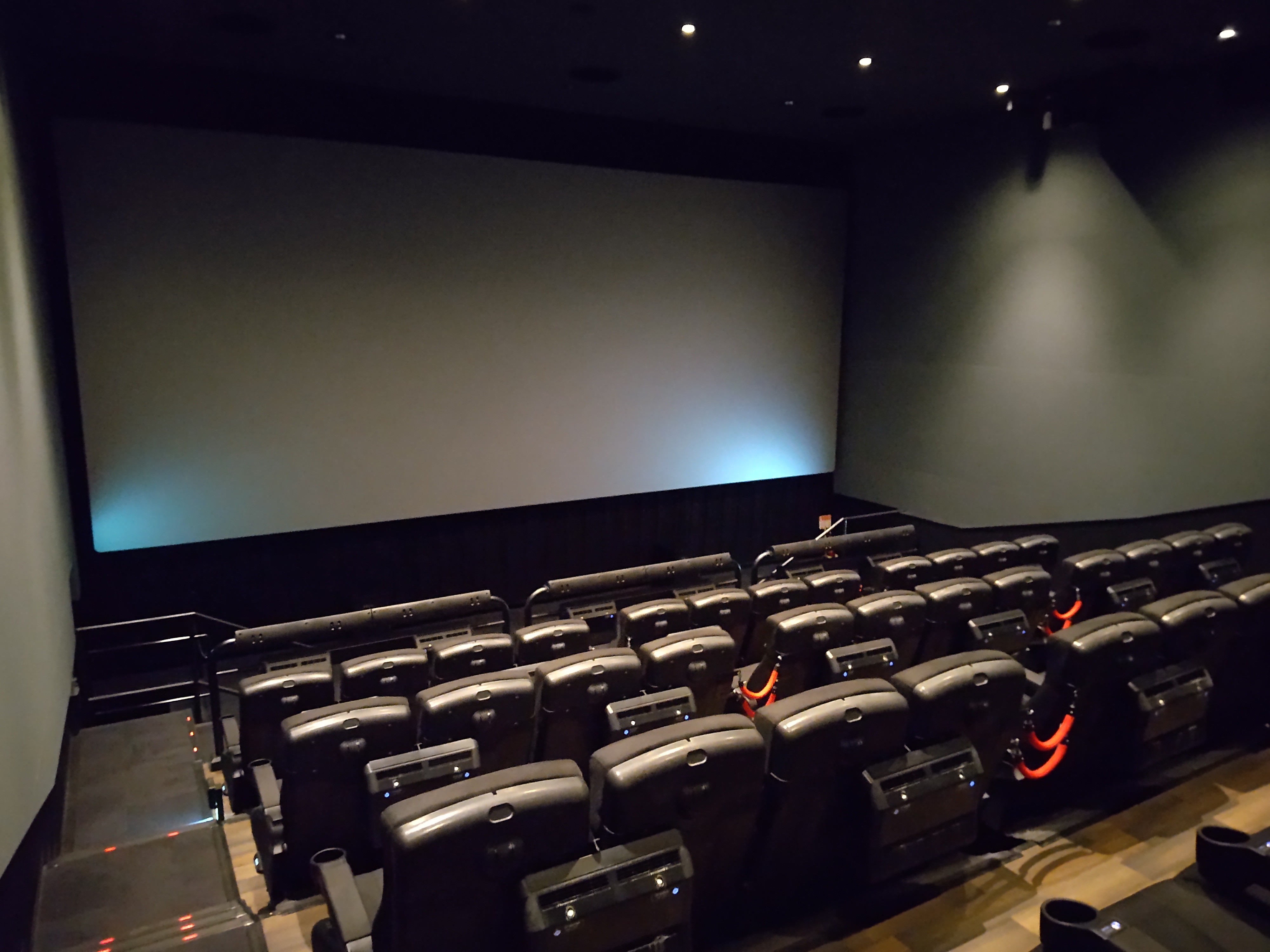
シアター内観